# Mesembrina magnifica
Mesembrina magnifica är en tvåvingeart som beskrevs av Aldrich 1925. Mesembrina magnifica ingår i släktet Mesembrina och familjen husflugor. Inga underarter finns listade i Catalogue of Life.